# Museu de Marraquexe
O Museu de Marraquexe é um museu instalado no Palácio Mnebbi, na cidade de Marraquexe, Marrocos. Situa-se junto à Madraça ibne Iúçufe e foi fundado pelo mecenas marroquino Omar Benjelloun na década de 1990. O seu acervo é constituído pelas coleções particulares do seu fundador, que incluem peças arqueológicas (principalmente moedas islâmicas), etnográficas (cerâmicas, joia, armas, roupa, objetos de culto judaico, portas, mobília etc.), documentos históricos (caligrafia e gravuras) e arte contemporânea (de artistas marroquinos e orientalistas de outros países). É propriedade e é gerido pela Fundação Omar Benjelloun.
O palácio foi construído no final do século XIX por Mehdi Menebhi, um alto funcionário marroquino. É de estilo mourisco e ocupa 2 108 m², incluindo um vasto pátio com 709 m². Na última década do século XX foi cuidadosamente restaurado e reabilitado como museu e espaço cultural pelo industrial, empresário e colecionador de arte Omar Benjelloun (1928–2003).
Além da exposição permanente, o museu organiza exposições temporários, sobretudo de arte contemporânea e de património marroquino, e outras atividades culturais, como concertos, espetáculos de teatro e dança, projeção de filmes, colóquios, jornadas de estudo, ateliers, etc.